# Neresine
Neresine (in croato Nerezine) è un insediamento di Lussinpiccolo nell'isola di Lussino (Croazia).
Sotto l'Austria era una frazione di Ossero, dal 1924 e fino al 1947 era un comune autonomo della provincia di Pola, mentre con l'annessione alla Jugoslavia nel 1947 fu unito al comune di Lussinpiccolo.